# 알이임란
수라 알이임란(아랍어: آل عمران ‘이임란의 가족’[*])은 이슬람의 성서 꾸르안의 세 번째 장이다. 총 200구절, 3503 단어로 되어 있다.

## 개요
알바카라가 유대인들의 권모술수와 책략에 대해 묘사하고 있는 것처럼 알이임란은 이슬람에서 인정하지 않는 삼위일체를 믿는 기독교 신자들에 대해 말하고 있다. 또한, 마리아와 예수의 신격화를 부정하고 있다.
이슬람법 샤리아에 대해서도 다루고 있다. ‘이임란의 가족’은 마리아의 아버지 이임란을 말하는 것으로 히브리어로는 ‘아므람’이라고 부른다. 이 장은 처녀의 몸에서 아이를 잉태하여 예수를 출산한 마리아와 그녀의 가족 모두를 기념하는 장이기 때문에 ‘알이임란’으로 불리게 된 것으로 보인다.
| 이 전 알바카라 | 수라 3 (아랍어 원문) | 다 음 안니사 |
| 1 2 3 4 5 6 7 8 9 10 11 12 13 14 15 16 17 18 19 20 21 22 23 24 25 26 27 28 29 30 31 32 33 34 35 36 37 38 39 40 41 42 43 44 45 46 47 48 49 50 51 52 53 54 55 56 57 58 59 60 61 62 63 64 65 66 67 68 69 70 71 72 73 74 75 76 77 78 79 80 81 82 83 84 85 86 87 88 89 90 91 92 93 94 95 96 97 98 99 100 101 102 103 104 105 106 107 108 109 110 111 112 113 114 |                      |              |